# 抚松乌头
抚松乌头（学名：Aconitum fusungense）为毛茛科乌头属下的一个种。

## 扩展阅读
- 維基物種上的相關：抚松乌头